# Ghigo Tommasi
Enrico (Ghigo) Tommasi (Firenze, 24 aprile 1906 – Livorno, 5 settembre 1997) è stato un pittore italiano.

## Biografia
Figlio di Maria Borghini e di Eugenio Tommasi, dirigente delle Ferrovie di Stato, cugino di Adolfo Tommasi e nipote di Angiolo e Ludovico Tommasi, cresce a contatto con un ambiente artistico molto vivace.
Giovanissimo, mostra già un grande interesse per la pittura e segue i primi insegnamenti dello zio Ludovico Tommasi, che vigila sul nipote con burbera tenerezza e lo prepara a sottomettersi alle leggi della composizione, ai processi del colore, suggerendogli gli angoli preferiti per certi suoi principi di estetica come lo scorcio di un casolare o le ombre di un tramonto che preparano alla nostalgia.
Nel 1925, col pensionamento del padre, la famiglia si trasferisce a Livorno sia per curare alcuni beni familiari sia per l'ambiente culturale molto attivo della città labronica. Qui frequenta lo studio del cugino paterno Adolfo Tommasi e conosce Alberto Gennari e Plinio Nomellini; da lui apprende l'abilità nel disegno, mentre dal rapporto col Gennari acquista quelle caratteristiche fondamentali nella sua arte quale l'importanza di una dimensione umoristica e la spontanea semplicità di scene d'ambiente, che si sposano perfettamente col suo spirito arguto e scherzoso.
Collegiale di talento, nel 1930 a Firenze viene ammesso alla Scuola Libera del Nudo di Felice Carena, dove completa la sua maturazione artistica, frequentando con successo i corsi e meritandosi l'elogio dello stesso Carena per «la disinvolta linea di verismo e la rapida unità di sintesi».
Membro del Gruppo Labronico di pittura e del Cenacolo della Valle Benedetta, nel 1932 inaugura il suo studio di via Della Torre a Livorno e riceve in dono una tavolozza con le dediche di Renato Natali, Eugenio Carraresi, Giulio Guiggi, Giuseppe Guzzi e Giovanni Zannacchini.
Dal 1925 al 1941 partecipa alle principali mostre provinciali, regionali, interregionali e quadriennali romane ottenendo premi e riconoscimenti, così come nelle esposizioni internazionali di Vienna, Monaco di Baviera, Budapest e Berlino.
Nel corso della Seconda guerra mondiale viene inviato in Albania dallo Stato Maggiore dell'Esercito come pittore di guerra; qui resta colpito da una terra piena di luce e di colori e ritrae con visioni caratterizzate da vitalità e da sensibile verità i mercati, gli interni lussuosi della tenda del capo dei gitani, le foci del Drin. 
Parte di questa produzione viene perduta nel bombardamento della nave che la trasportava in Italia.
Per due anni è prigioniero dei tedeschi nel campo di concentramento di Ziegenhain e documenta con un'ampia serie di acquarelli, tuttora inediti, la vita quotidiana del campo: la riunione serale nelle baracche, la messa celebrata dai detenuti, il cancelletto circondato dal filo spinato da dove portavano via i corpi. Della guerra restano alcuni drammatici disegni in sanguigna, che riportano la vita apparentemente calma delle trincee nei momenti di tregua.
Dal 1945 riprende la normale attività artistica e partecipa a mostre personali e collettive nelle più importanti città italiane e estere, oltre a dirigere la Scuola d'Arte del Partito Cristiano Sociale di Firenze.
Nel 1954 costituisce il gruppo artistico La Bottegaccia con altri colleghi, fra i quali Giancarlo Cocchia e Osvaldo Peruzzi.
Pittore lirico, sceglie di far commentare le sue opere dallo scrittore Piero Caprile, che sottolinea l'aspetto poetico e mistico con cui dipinge la natura, in particolare della selvaggia Maremma.
Negli anni settanta acquista una casa a Santa Fiora, dove ogni primavera e ogni autunno si trasferisce per dipingere, andare a caccia e rincontrare i vecchi amici; numerosi i quadri che ritraggono i vicoli del paese e i suoi personaggi.
In questo stesso periodo frequenta spesso la Sardegna con la moglie Lina Pintucci, riproducendone i colori e la natura.
Negli anni ottanta si trasferisce a Napoli, dove ritrae con sottile umorismo i personaggi delle bancarelle dei vecchi mestieri e i vicoli colorati dei mercati.
Muore a Livorno nel 1997.

## Il collezionismo
Ultimo artista della famiglia dei pittori postmacchiaioli Tommasi, Ghigo ha creato nel corso della sua vita una collezione che annovera opere e oggetti appartenuti a Ludovico Tommasi, Angiolo Tommasi, Adolfo Tommasi e al loro maestro Silvestro Lega.